# Wilhelm Engelhardt (Brauer)

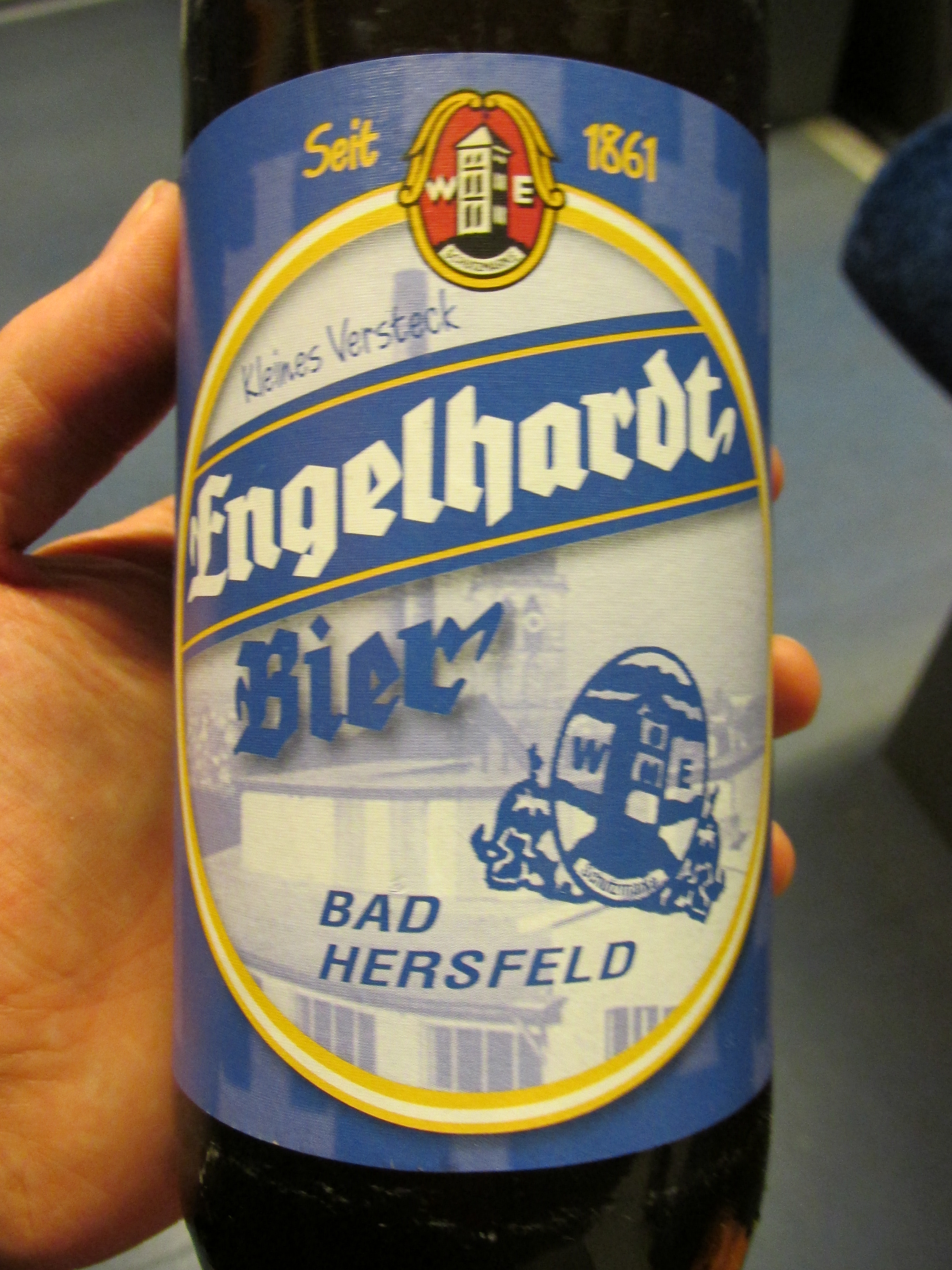
Engelhardt-Bier (2013)

Wilhelm Engelhardt (* 14. Juli 1834 in Kassel; † 27. Januar 1895 in Hersfeld, heute Bad Hersfeld) war ein deutscher Brauer, Unternehmer und hessischer Kommunalpolitiker.

## Leben
Ab ungefähr 1850 erlernte Wilhelm Engelhardt in Kassel das Brauerhandwerk. Danach begannen seine obligatorischen Wanderjahre, die er auch im Ausland verbrachte. Im Sommer 1860 zog er in die kurhessische Kreisstadt Hersfeld, wo er in der Brauerei von Georg Hermann Sauer am Linggplatz eine Anstellung fand. Ab dem 1. Januar 1861 pachtete Engelhardt die Sauersche Brauerei und den dazugehörenden Felsenkeller „Gickelsburg“, der damals noch vor der Stadt lag. Am 8. Januar 1861 erhielt er dafür vom Stadtrat die notwendige Konzession. Später kaufte Engelhardt die Brauereianlagen und die Grundstücke; er führte danach sein Unternehmen unter der Firma Brauerei W. Engelhardt.
Am 21. September 1867 heiratete Engelhardt die 14 Jahre jüngere Gutspächtertochter Karoline Amalie Auguste Noll vom nahen Gut Bingartes, mit der er fünf Kinder bekommen sollte. Im selben Jahr wurde auch der Brauereistandort verlegt; die Brauerei befand sich nun im Südwesten der Hersfelder Altstadt an der Webergasse, wo ein größeres Brauereigebäude mit Kellergewölben errichtet wurde. Ab 1869 wirkte Engelhardt in verschiedenen Ausschüssen der Stadt Hersfeld. Im folgenden Jahrzehnt wurden Neu- und Erweiterungsbauten errichtet, wodurch seine Brauerei einen wirtschaftlichen Aufschwung erlebte. 1874 wurde ein neues Eishaus errichtet, das später als Gär- und Lagerkeller für obergäriges Bier genutzt wurde. Zwischen 1883 und 1895 erweiterte Engelhardt die Brauerei durch den Kauf weiterer Grundstücke zu einem Gebäudeensemble an den Kreuzungen von Neumarkt, Brink und Webergasse.
Am Brink wurde 1887 eine Gaststätte als Brauhaus-Ausschank eingerichtet, die anfangs schlicht Bierbrauerei W. Engelhardt und später „Hessenschänke“ hieß. Der landläufig genutzte Spitzname für diese Kneipe war „Saufhaus“. 1889 wurde Engelhardt in den Hersfelder Stadtrat gewählt, dem er bis zu seinem Tod 1895 durch einen Schlaganfall angehörte.
Er wurde auf dem Hersfelder Friedhof am Frauenberg unter großer Anteilnahme der Bevölkerung beigesetzt. Die Brauerei wurde von der Witwe und den beiden Söhnen Heinrich und Ludwig fortgeführt.